# Aeroporto de Bastia-Poretta
Aeroporto de Bastia-Poretta (IATA: BIA; ICAO: LFKB ; em francês: Aéroport de Bastia-Poretta) serve a cidade de Bastia, na Córsega. Está localizado a 22 km ao sul da cidade, na comuna de Lucciana.